# 邱汶珊
邱汶珊（英語：Cathy Yau Man-shan，原名邱建華，1983年7月18日—），前警務人員，前香港灣仔區議會銅鑼灣選區議員。於2019年區議會一般選舉中，由楊雪盈所招攬，於十人共同選舉平台中作為選舉策略，務求「議席過半，民意主導」。
於2020年3月左右，因「灣仔區同心抗疫行動」防疫包內小冊子，未獲得灣仔區議會13名議員過目，引起公眾關注。故邱汶珊已感到早已與灣仔起步不咬弦，故離開當時的選舉平台，獨立行事，以免互相拖累，而且她更沒有向團隊索取31萬眾籌作為「灣仔起步」十人攤分再索回的選舉經費。

## 政治生涯

### 踏足政治
2003年加入民主倒董力量成為執委，隨後出任前立法會議員劉慧卿的助理，2004年曾為何秀蘭及余若薇助選，及後她淡出社運圈重投校園，在嶺南大學社區學院畢業兩年後投考警隊。
2019年反對逃犯條例修訂草案運動發生，邱汶珊因不滿警暴，決定辭職投入銅鑼灣的社區工作。

### 參選區議會
邱汶珊加入由灣仔區議會大坑選區區議員楊雪盈於2019年香港區議會選舉成立新的民主派地區組織「灣仔起步」，並參選銅鑼灣選區，最终以1918票撃敗於2015年香港區議會選舉自動當選的伍婉婷（香港島各界聯合會成員，獲1572票），成功當選。

## 外部連結
- . 灣仔區議會.   [2020-11-07]. （原始内容存档于2021-03-13） （中文（香港））.
- 香港女警拒絕暴力 憤然辭職參選議員 （页面存档备份，存于）
- 邱汶珊的Facebook專頁

| 議會席位      | 議會席位                                               | 議會席位 |
| ------------- | ------------------------------------------------------ | -------- |
| 前任： 伍婉婷 | 灣仔區議會 銅鑼灣選區區議員 2020年1月1日－2021年7月8日 | 空缺     |